# 中華舌塘鱧
中華舌塘鱧（学名：Parioglossus sinensis）为凹尾塘鱧科舌塘鱧屬下的一个种。分佈在浙江省東北沿海地區，是中國的特有種。栖息在沿岸淡水海水交界滩涂的淤泥中，常發現在穴居生活，離開水體後能夠在潮濕的淤泥中生活一段時間。中華舌塘鱧體長4-7公分，部分可達8公分。此物種是瀕危物種，屬稀有種類，被列入中國物種紅色名錄（2004）。

## 扩展阅读
維基物種上的相關：中華舌塘鱧